# Ајнштајн: његов живот и универзум
Ајнштајн: његов живот и универзум (енгл. Einstein: His Life and Universe) је публицистичка књига коју је написао амерички историчар и новинар Волтер Ајзаксон (енгл. Walter Isaacson). Биографска анализа живота и наслеђа Алберта Ајнштајна објављена је од стране издавачке куће Simon &amp; Schuster 2007. године и добила је генерално позитиван критички пријем са више фронтова, похвале које се појављују у званичној рецензији на Amazon.com, као и у публикацијама као што су The Guardian и Physics Today.Српско издање објавила је уздавачка кућа Лагуна 2015. године у преводу Горана Скробоње.
Уопштено говорећи, књига приказује Ајнштајна као дрску фигуру која је поседовала снажан осећај креативности и независности који би, да је физичар успео да се запосли у младости, могао бити угушен због атмосфере тог времена.
Ајзаксон доноси причу о томе како је функционисао Ајнштајном ум, откуда потиче његова генијалност, како је његова научна машта поникла из бунтовне природе његове личности. Прича о њему је сведочење о нераскидивој вези између креативности и слободе.

## Позадина и садржај
Ајзаксон је претходно писао књиге о животним причама државника Бенџамина Френклина и Хенрија Кисинџера.  У припреми за рад о Ајнштајну, аутор је проучио томове претходно испитаних списа писаних физичару и од њега. Ајзаксон је додатно сарађивао са научницима Марејем Гел-Маном, Брајаном Грином и Лоренсом Краусом како би стекао знање о основној позадини.
Ајзаксонова биографска анализа Ајнштајновог живота одражава природу личног достигнућа у смислу важности радозналости и спремности за експериментисање.  Посебан нагласак се ставља на теорију опште релативности физичара.Уопштено говорећи, Ајнштајн се посматра као нека врста урођеног бунтовника.
Аутор описује Ајнштајнову дрску црту и како је понекад груба природа око ње много коштала Ајнштајна на краћи рок, иако је шире друштво драматично профитирало на дужи рок. Након што је завршио студије физике са „дрским ставом“ на Политехничком универзитету у Цириху, Ајнштајн је на крају постао једини дипломирани студент своје генерације коме није понуђен посао. Аутор бележи Ајнштајново касније путовање по Европи у потрази за послом и његов неуспех. „Ускоро ћу почастити сваког физичара од Северног мора до јужног врха Италије својом понудом“, цитиран је Ајнштајн како пише. Одбијен од стране швајцарске војске због својих деформисаних стопала и проширених вена, детаљно описује Ајзаксон, Ајнштајн је коначно успео да започне каријеру у швајцарском патентном заводу. Упркос осредњем положају, његово независно истраживање његових интелектуалних страсти показало се веома утицајним, како Ајзаксон описује.

## Рецепција
Часопис „Обзервер“ објавио је подршку новинара Робина Мекија. Он је приметио да је Ајзаксон „тријумфовао над очекивањима“, као и да „темељно истраживање“ Ајнштајновог живота представља и „вешт комад научне литературе и изузетно добро штиво“. Меки је назвао Ајнштајнову животну причу једном од најзанимљивијих прича „у модерној науци“ и похвалио Ајзаксонов „првокласан посао у њеном испричавању“. 
Званична рецензија књиге на Amazon.com, коју је написала Ен Бартоломју, похвалила је приступ аутора и детаље, а Бартоломју је коментарисала,
 
"Ајзаксон... бриљантно фокусира Ајнштајново животно искуство, љубав и интелектуална открића. Књига је прва биографија која се бави Ајнштајновом огромном количином личне преписке која је до тада била запечаћена од јавности, и тешко је замислити другу књигу која би могла да прикаже тако богато текстуриран и сложен живот као Ајнштајнова исто тако промишљена правда. Ајзаксон је мајстор форме, а ово најновије дело је истовремено занимљиво и дивно откривајуће."
У својој рецензији за часопис Physics Today, писац и професор физике Ел Шукинг је у великој мери похвалио Ајзаксонов начин на који је извештавао о Ајнштајновој животној причи, док је критиковао нејасноћу и неозбиљан приказ Ајнштајнових стварних научних идеја. Шукинг је посебно критиковао ауторово „избегавање математичких формула“ као неспособност да читаоцима пружи прави контекст. Међутим, сматрајући Ајзаксонов општи приступ „промишљеним“, Шукинг је похвалио „симпатичну биографију Ајнштајна“ као добро написану „и пажљиво истражену са опсежним белешкама“. 
Рецензија професора Метјуа Стенлија за часопис Историјске студије у природним наукама изразила је помешане реакције на књигу, тврдећи да...
"Упркос томе што је Ајзаксон генерално добро присвојио историјску литературу, његово главно објашњење за Ајнштајнов рад је следеће: он је био бунтовник. И ово није само описни термин, ово је објашњавајућа категорија. Ајнштајнова бунтовност је представљена као несводљива и урођена: она је „укорењена“ (133–4) и „дубоко усађена у његову швапску душу“ (34). Ајнштајн-као-бунтовник је објашњавајући оквир који се користи кроз целу књигу, за све, од релативности до кванта до светског мира. Ајзаксоново инсистирање да се сваки догађај тумачи кроз овај оквир брзо постаје напето, показујући границе таквог есенцијалистичког резоновања. Бунтовнички геније би требало да се одликује својом упорношћу пред контрадикцијама - али када је Х. А. Лоренц то урадио, он је означен као догматик. Када је Ајнштајн модификовао своје идеје (као што су његове космолошке једначине или његови ставови о милитантном пацифизму), био је хваљен као добар научник. Где је бунтовник нестао? "